# مصنع هارموني للحرير
مصنع هارموني للحرير (2005) (بالإنجليزية:The Harmony Silk Factory) هي رواية تاش آو الأولى التي نالت استحسان النقاد. تدور أحداث القصة في مالايا، والتي كانت تحت حكم بريطانيا في الأربعينيات، والتي تسمى الآن ماليزيا. تم إدراجها في القائمة الطويلة لجائزة بوكر، وفازت بجائزة Whitbread Book لجائزة الرواية الأولى. تتضمن الرواية بعض الأحداث التاريخية، وقد تأخذ شخصياتها، مؤقتًا، أدوار أشخاص حقيقيين. على سبيل المثال، يقوم جوني ليم بدور لاي تيك في مذبحة كهوف باتو، على الرغم من وجود تشابه بسيط بينهما.

## الملخص
أثناء الحروب، أصبح جوني ليم رجل أعمال ناجحًا يدير متجر نسيج تايجر تان في كامبار، وهي بلدة بالقرب من إيبوه في وادي كينتا في ماليزيا لتعدين القصدير. تزوج من Snow Soong ، الابنة الجميلة لـ TK Soong، أغنى رجل في الوادي. يذهب الزوجين في شهر عسل متأخر إلى جزر Seven Maidens الغامضة. يرافقهم كونيتشيكا مامورو، أكاديمي ياباني، والذي سيصبح رئيس Kempeitai لاحقاً، الشرطة السرية، أثناء الاحتلال الياباني؛ بيتر ورموود، تائه إنجليزي أصبح صديق جوني وصديقه المقرب؛ وفريدريك هوني، مدير منجم للقصدير. لاحقًا، يحترق المتجر، ليفتتح جوني لاحقا مصنع هارموني للحرير، والذي يعمل جيدًا أثناء الاحتلال وبعده. في عام 1942، ماتت سنو أثناء ولادتها لابنها جاسبر.
رويت الرواية في ثلاثة أقسام متداخلة. أولاً، يخبر جاسبر ما يعرفه عن حياة والده. ثم قرأنا مقتطفات من مذكرات سنو، والتي تم تسليمها إلى جاسبر في جنازة والده. في الثالثة، أصبح بيتر الآن كبيرًا في السن ويعيش في دار رعاية. يتذكر صداقته مع جوني، وما حدث في رحلته إلى Seven Maidens ، حيث قام بتمرير مذكرات سنو.

## الوصف
وصفت بوكليست The Harmony Silk Factory بأنها «مساهمة رائعة في الأدب الذي اشتهر به كونراد وماغام». وصفت صحيفة الجارديان الكتاب بأنه كان «خشنًا بعض الشيء وشفافًا في بعض الأماكن»، لكن الكاتب آو «يكتب بما يبدو أنه سيولة سهلة». كتبت مجلة تايم أن آو «أنتج حكاية حب وخيانة تتجاوز مجرد المكان». كما استعرضت بابليشرز ويكلي الكتاب، وكتبت «نثر آو، رغم أنه غالبًا ما يكون بارعًا ومشدودًا، إلا أنه ليس مقنعًا بنفس القدر في جميع مظاهره».